# Euxoa rubefactalis
Euxoa rubefactalis là một loài bướm đêm trong họ Noctuidae.